# Кушмангорт
Кушмангорт — посёлок в Чердынском районе Пермского края. Посёлок расположен на левом берегу реки Кама. В посёлке находится колония-поселение ФГУ СИН, КП, 20 и ВК 240/22 общего режима и железнодорожная станция — начальный пункт Пильвенской узкоколейной железной дороги, ведущей в северном направлении.
Ранее входил в состав Кольчужского сельского округа. На данный момент входит в состав Покчинского сельского поселения.
Посёлок построен в 1980-е годы. Развивался благодаря своему географическому положению, как начальная точка узкоколейной железной дороги Кушмангорт — Пильва.